# Postkantoor (Nederland)

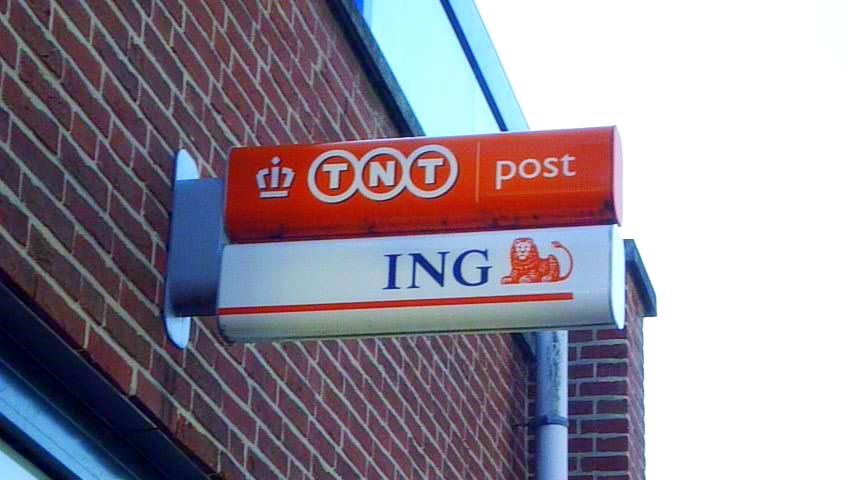
Uithangbord van een gedeeld postkantoor met een Brunafiliaal in Haren

Het postkantoor was in Nederland een plaats waar men post- en girodiensten aanbiedt, alsmede enkele diensten die historisch door postkantoren worden aangeboden, zoals het verstrekken van sportvisaktes en het overschrijven van auto's op de naam van een andere eigenaar. De postkantoren werden beheerd door Postkantoren B.V., een joint venture van PostNL en ING Bank, de rechtsopvolgers van het voormalige PTT Post en de Postbank.
In 2008 waren er nog 250 'grote postkantoren' naast 1.850 'verkooppunten' - de vroegere postagentschappen in winkels zoals Bruna, Primera en supermarkten. In 2008 besloten TNT Post en ING alle postkantoren te sluiten. Met de sluiting van het postkantoor aan de Utrechtse Neude op 28 oktober 2011 is dit proces afgerond. Op 14 november 2018 sloot PostNL het allerlaatste postkantoor aan het Kerkplein in Den Haag. Het aantal verkooppunten was intussen uitgebreid van 1.850 naar 2.600. De verkooppunten richten zich uitsluitend op posthandelingen.

## Geschiedenis

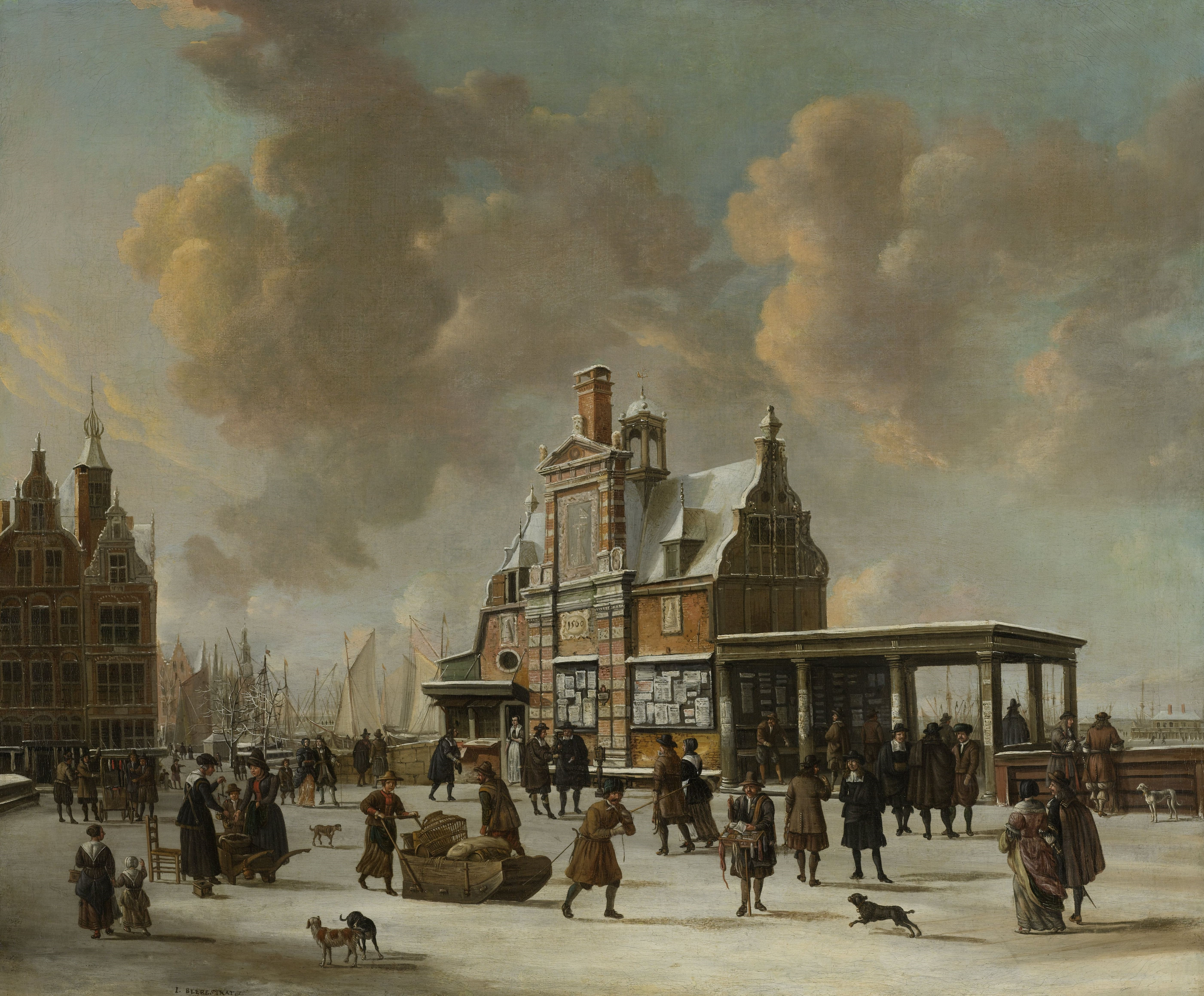
Paalhuis te Amsterdam

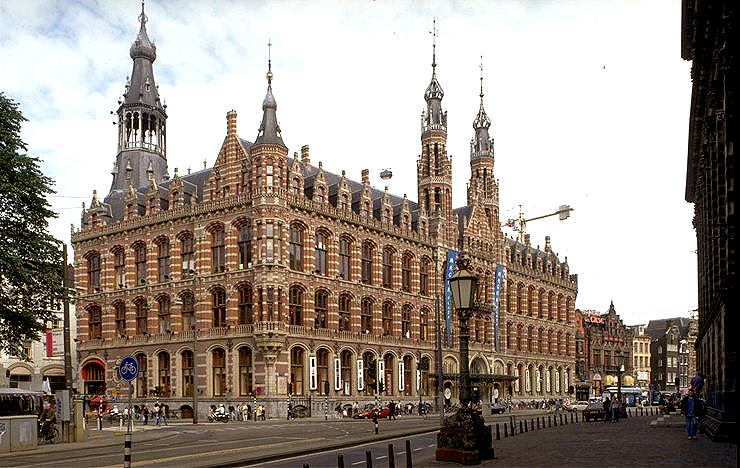
Het voormalige Hoofdpostkantoor te Amsterdam, anno 2015 Magna Plaza.

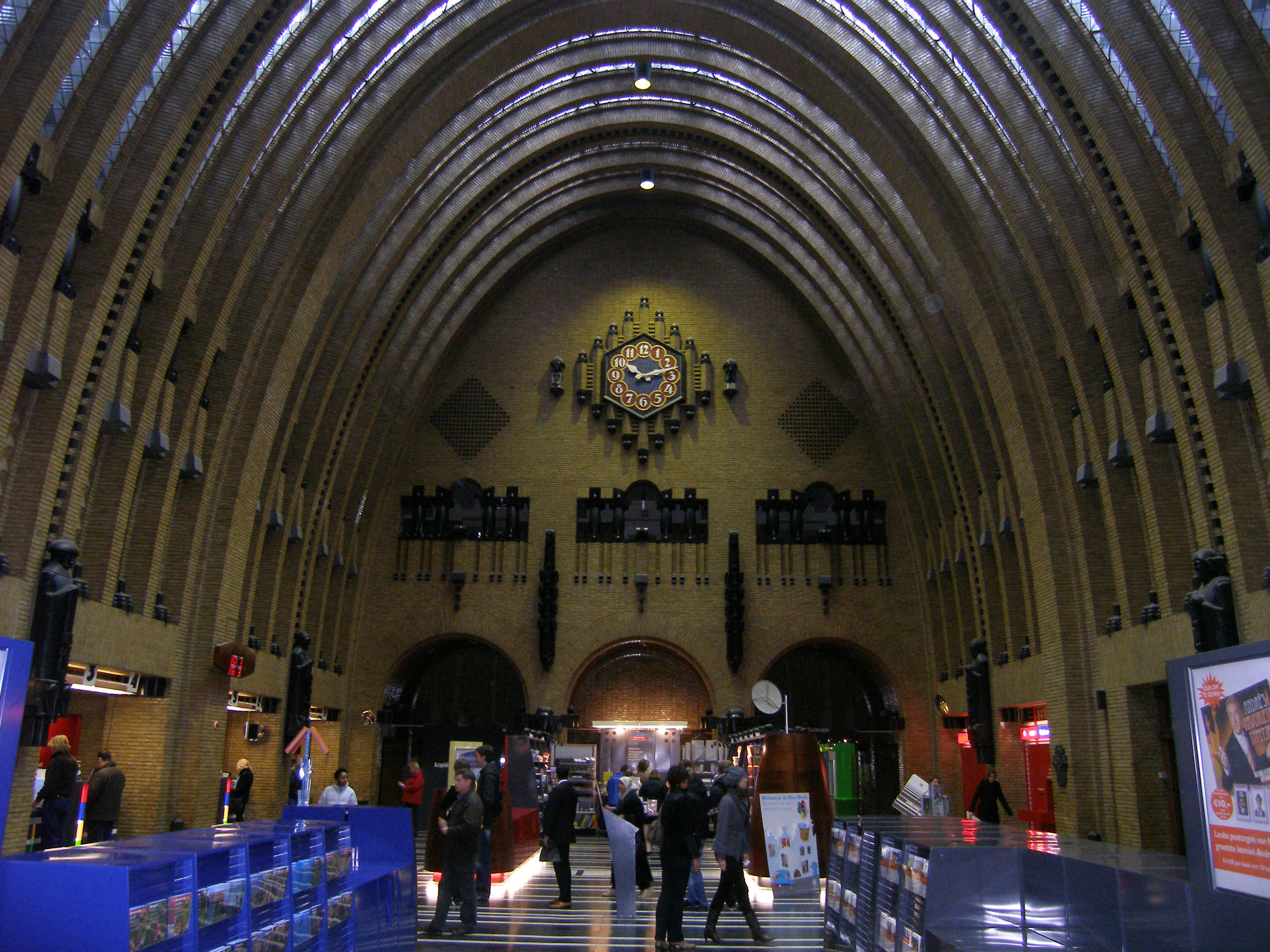
Interieur postkantoor aan de Neude in Utrecht

Vanaf het begin van de geregelde postdiensten was het woonhuis van de postmeester de plaats waar de post werd afgeleverd. Daar kon zij ook worden afgehaald, want de postbezorger kwam pas later. Bovendien moest de geadresseerde betalen voor zijn post. Hij klopte aan bij een luikje (loket) in de muur, en stond dus buiten terwijl hij werd geholpen. Een van de eerste gebouwen in Nederland, dat vanaf het midden van de 16e eeuw dienstdeed als plaats waar brieven konden worden afgegeven en opgehaald, was het Paalhuis in Amsterdam.
De Postwet van 1850 bepaalde, dat elke gemeente een postkantoor diende te krijgen. De kantoren in grotere plaatsen werden vaak ontworpen door de Rijksbouwmeester. C.H. Peters bijvoorbeeld ontwierp 120 postkantoren, waaronder het voormalige hoofdpostkantoor in Amsterdam. Honderd jaar na de invoering van de Postwet telde Nederland zo'n 2.000 postkantoren. Postkantoren fungeerden behalve voor post-, telegraaf- en telefoniezaken ook als publiekskantoor voor de Rijkspostspaarbank en de Postcheque- en Girodienst. Allemaal overheidstaken die zijn geprivatiseerd. Na het samenvoegen van de Postbank met de ING Bank werden de Postbank-klanten geacht gebruik te maken van de kantoren van de ING Bank. ING Bank breidde daartoe haar kantorennet uit.
Er waren ook (stads)postagentschappen, waarvan het eerste in 1926 gevestigd werd in Tilburg. Kantoorboekhandels of andere particuliere ondernemingen namen er een postloket bij, en kregen per handeling een vergoeding van aanvankelijk 2 cent.